# فكر
الفكر ترتيب أمور معلومة للتأدي إلى مجهول. ويُستخدم في الدراسات المتعلقة بالعقل البشري، ويشير إلى قدرة العقل على تصحيح الاستنتاجات بشأن ما هو حقيقي أو واقعي، وبشأن كيفية حل المشكلات. ويمكن تقسيم النقاش المتعلق بالفكر إلى مجالين واسعي النطاق. وفي هذين المجالين، استمر استخدام المصطلحين «الفكر» و«الذكاء» كمصطلحين مرتبطين ببعضهما البعض.
- Nous. في الفلسفة، لا سيما في الفلسفة الكلاسيكية وفلسفة القرون الوسطى يعدّ الفكر أو nous موضوعا مهما مرتبطا بمسألة مدى قدرة البشر على معرفة الأشياء. وخلال العصور القديمة المتأخرة والعصور الوسطى تحديدا، كان الفكر يقترح في كثير من الأحيان كمفهوم يمكنه التوفيق بين المفاهيم الفلسفية والعلمية للطبيعة وبين المفاهيم الدينية التوحيدية، وذلك عن طريق جعل الفكر رابطا بين كل روح بشرية والفكر الإلهي (أو المفكرين) الخاص بالكون نفسه. (أثناء العصور الوسطى اللاتينية، نشأ تمييز جرى بموجبه استخدام مصطلح «الذكاء» للإشارة إلى الكائنات غير المادية التي تحكمت في المجالات السماوية في كثير من هذه الحسابات.[2])
- الذكاء. استمرت مناقشة الذكاء باعتباره القدرة العقلية (أو القدرات) التي تتيح للأشخاص فهم الأشياء كموضوع تجري دراسته من قبل علم النفس وعلم الأعصاب العلمي الحديث.

والشخص الذي يستخدم الذكاء (الفكر والعقل) والتفكير النقدي أو التحليلي بصفة مهنية أو بصفة شخصية يشار إليه في كثير من الأحيان باسم مفكر.